# Jeronimas
Jeronimas ist ein litauischer männlicher Vorname, abgeleitet von Hieronymus.

## Personen
- Jeronimas Kačinskas (1907–2005), litauisch-amerikanischer Komponist
- Jeronimas Kraujelis (1938–2019), Landwirtschaftsmanager, Politiker, Seimas-Mitglied und Landwirtschaftsminister Litauens
- Jeronimas Milius (* 1984), Sänger, Teilnehmer am Eurovision Song Contest
- Jeronimas Ralys (1876–1921), Arzt und Übersetzer, Ehrenbürger von Jonava